# Partial Zero Emissions Vehicle
Partial Zero Emissions Vehicle ist ein US-Standard für abgasarme Fahrzeuge, die 90 % abgasärmer fahren als der Durchschnitt der Neufahrzeuge und teilweise keine Abgase produzieren. Andere Standards sind ULEV und SULEV sowie AT-PZEV (= Advanced Technology Partial Zero Emission Vehicle). Der Toyota Prius II (Modell 2004) ist als AT-PZEV zertifiziert.